# Alangium chinense
Alangium chinense är en kornellväxtart. Alangium chinense ingår i släktet Alangium och familjen kornellväxter.

## Underarter
Arten delas in i följande underarter:
- A. c. chinense
- A. c. pauciflorum
- A. c. strigosum
- A. c. triangulare

## Bildgalleri

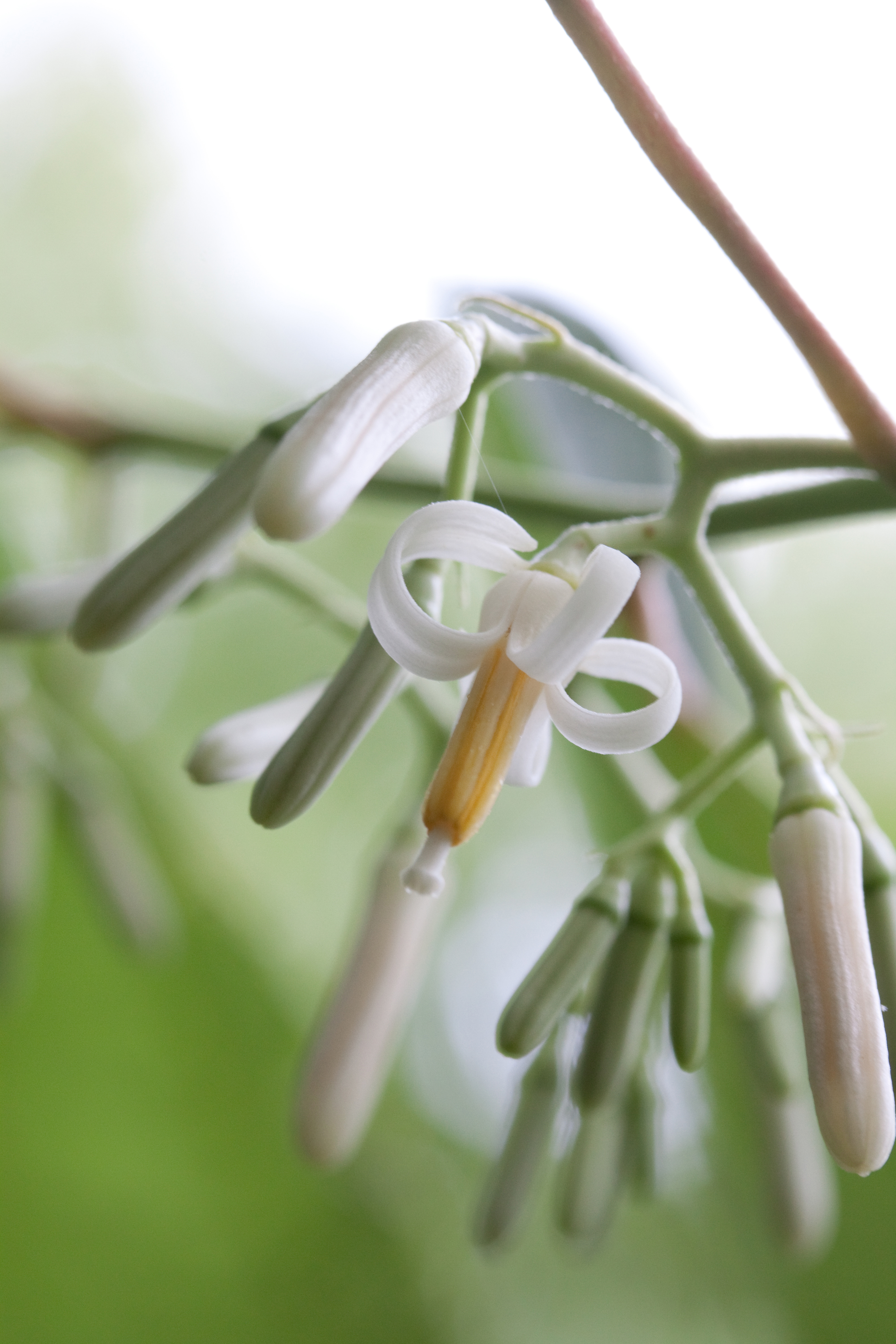
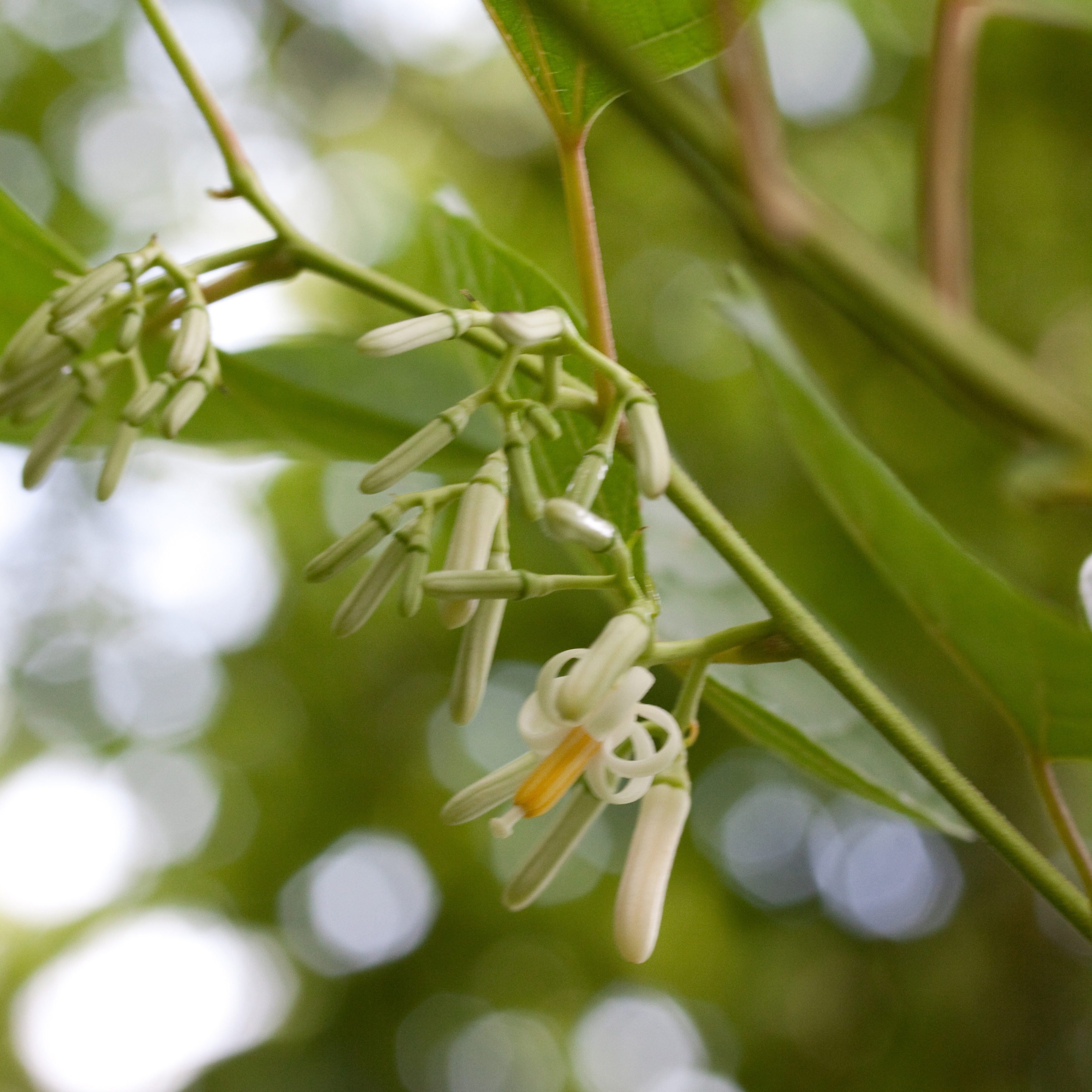
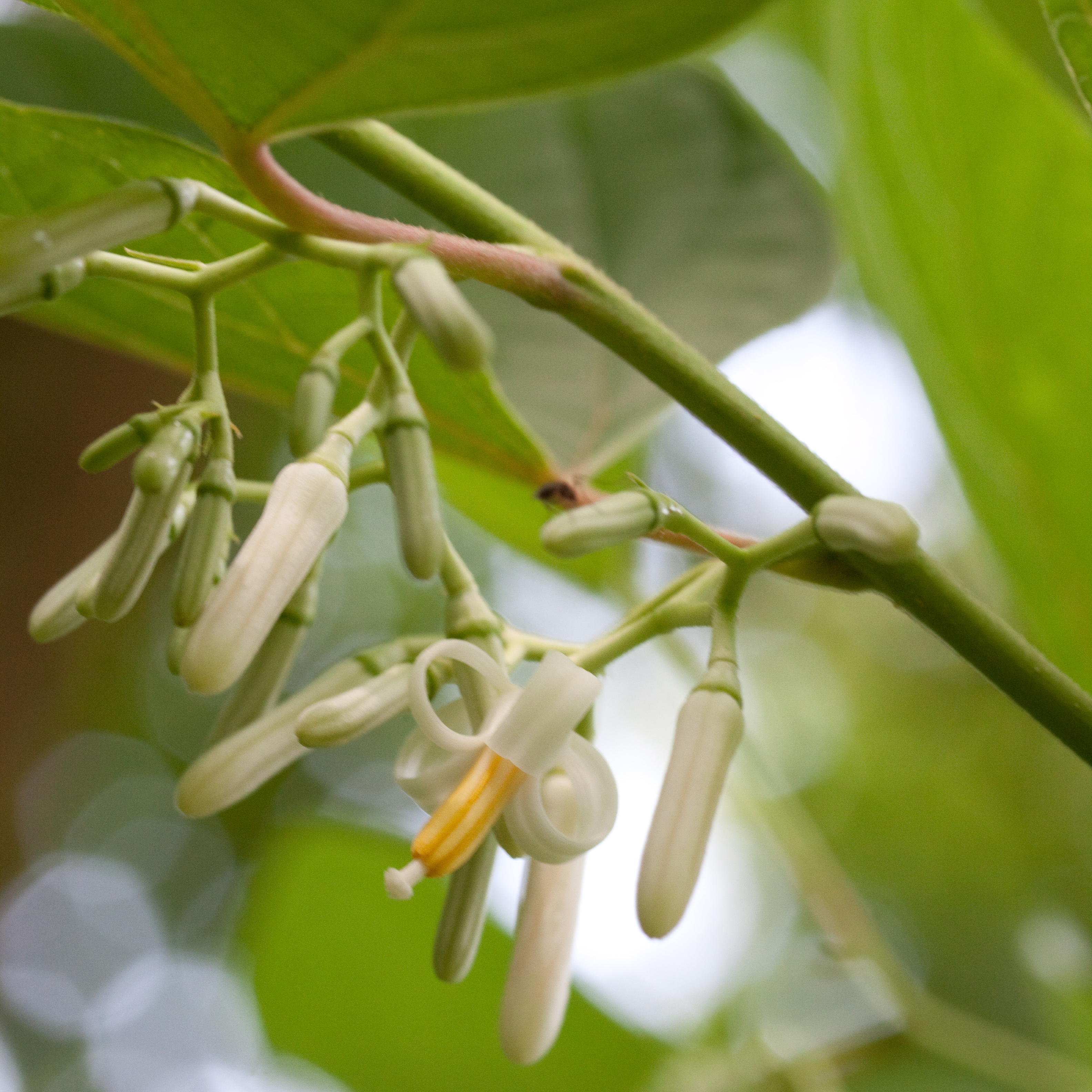
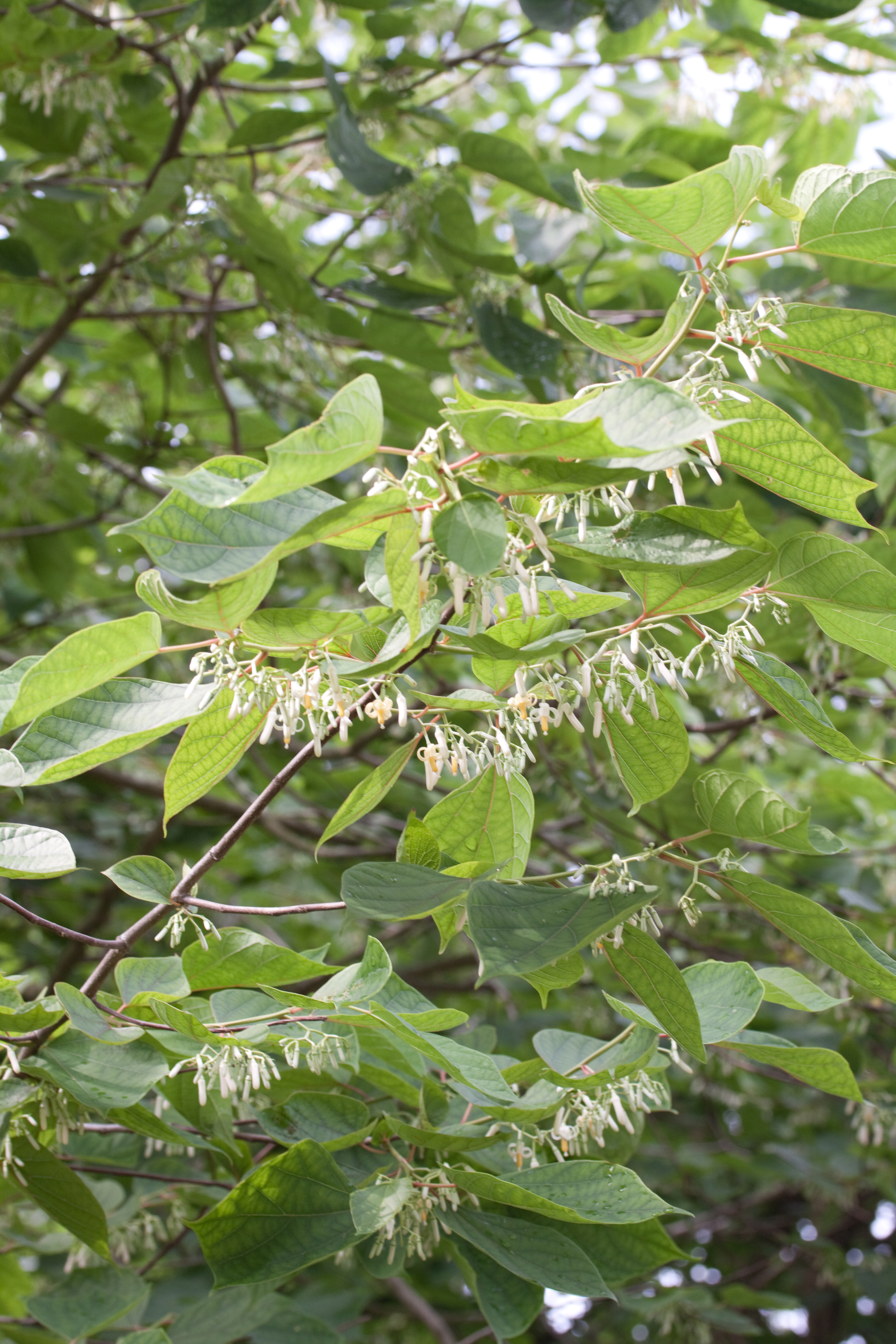